# マツカサウズ
マツカサウズ（学名:Tectus fenestratus）はニシキウズガイ類のギンタカハマ属 Tectusの巻貝で、台湾以南のインド-西太平洋の潮間帯下の岩礁に生息し、藻類などを食べて生きる。

## 形態
ニシキウズガイ類と似た円錐形の殻と角質の蓋をもち、螺層の下部に突起が並ぶ外観はウズイチモンジと似ているが、底面はギンタカハマと同様に、平らで白色、細い渦が密にめぐらされ、螺軸 columellaの下端部が捻じれてめくれていて臍孔が無い。殻高の割に殻径方向の成長が遅くてやや縦長の形になる個体が多い。殻全体的に象牙色で、顆粒状の螺肋にそって灰褐色を帯びる。学名のfenestratusは「窓がある」の意。従来ニシキウズガイ科に分類されていたが、近年遺伝子系統解析の結果バテイラ科に分けられた後、バテイラ属やリュウテン属とは別のギンタカハマ属に分類されるようになった。